# اولگا نازارووا
اولگا نازارووا (روسی: Ольга Владимировна Назарова؛ زادهٔ ۱ ژوئن ۱۹۶۵) دونده زن اهل اتحاد جماهیر شوروی سوسیالیستی است.